# Colonia Independencia (Monterrey)
La Colonia Independencia es una colonia en el municipio de Monterrey, estado de Nuevo León, México; entre el Río Santa Catarina y la Loma Larga.

## Historia
La colonia comenzó a ser poblada en las últimas décadas del siglo XIX durante una época de expansión económica y demográfica de la ciudad por la fundación de diversas empresas reconocidas, como la Cervecería Cuauhtémoc y Vitro (conocida originalmente como Vidriera Monterrey); La colonia se conocía como el Barrio San Luisito ya que muchos de sus habitantes eran inmigrantes, originarios del estado de San Luis Potosí. En 1910, en el marco de la celebración de los cien años de la Independencia de México, el gobierno del estado, encabezado por el General Bernardo Reyes, cambió su nombre por el de colonia Independencia.
Desde mediados del siglo XX, la colonia comenzó a expandirse hacia el sur, muchas veces de manera irregular. Las autoridades estatales y municipales prestaron poca atención a la colonia por décadas, lo cual permitió que se convirtiera en un importante centro de operaciones del crimen organizado en Monterrey. En 2010 se inició un proyecto para regenerar la colonia Independencia, dirigido por la Secretaría de Desarrollo Social de Monterrey, el cual buscaba mejorar su infraestructura como estrategia para mejorar la calidad de vida de sus habitantes, estos esfuerzos han sido celebrados por distintos medios de comunicación y líderes de opinión.
El Corrido de Monterrey menciona al Barrio San Luisito como el más querido de la provincia

## Monumentos e infraestructura
La Basílica de Guadalupe (Monterrey) y la Antigua Basílica de Guadalupe (Monterrey) se encuentran en la colonia Independencia. El complejo que integran estas iglesias es un importante sitio de peregrinación.
El Puente del Papa, llamado anteriormente Puente San Luisito, conecta a la colonia Independencia con el centro de la ciudad. Es un puente de importancia histórica, ya que fue el primero construido sobre el Río Santa Catarina. Fue diseñado por el arquitecto Alfred Giles e inaugurado el 18 de diciembre de 1904.
En 2010 comenzó la construcción del Centro Comunitario Independencia, promovido por el gobierno del Estado. Este edificio fue diseñado por profesores y alumnos del taller de arquitectura “Cátedra Blanca” del Tecnológico de Monterrey, y es parte de los esfuerzos iniciados recientemente por regenerar la colonia Independencia.